# Monastère de Petkovica (Šabac)
Pour les articles homonymes, voir Monastère de Petkovica.
Le monastère de Petkovica (en serbe cyrillique : Манастир Петковица код Шапца ; en serbe latin : Manastir Petkovica kod Šapca) est un monastère orthodoxe serbe situé à Petkovica, sur le territoire de la ville de Šabac et dans le district de Mačva, en Serbie. Il est inscrit sur la liste des monuments culturels protégés de la république de Serbie (identifiant no SK 2045),,.
Le monastère, dédié à la Sainte Trinité, abrite une communauté de religieuses,.

## Présentation
Le monastère se trouve au pied du mont Cer, à 35 km de Šabac. La date de sa fondation est inconnue mais, selon la tradition, il aurait été fondé par le roi serbe Stefan Dragutin au XIIIe siècle. Il est mentionné pour la première en 1561 et a été détruit lors du premier soulèvement serbe contre les Ottomans. L'église actuelle a été construite en 1887, grâce à Josif Kuturović de Šabac,.
Par son architecture, l'église est caractéristique du style serbo-byzantin, avec une influence marquée de l'école moravienne de la Serbie médiévale.

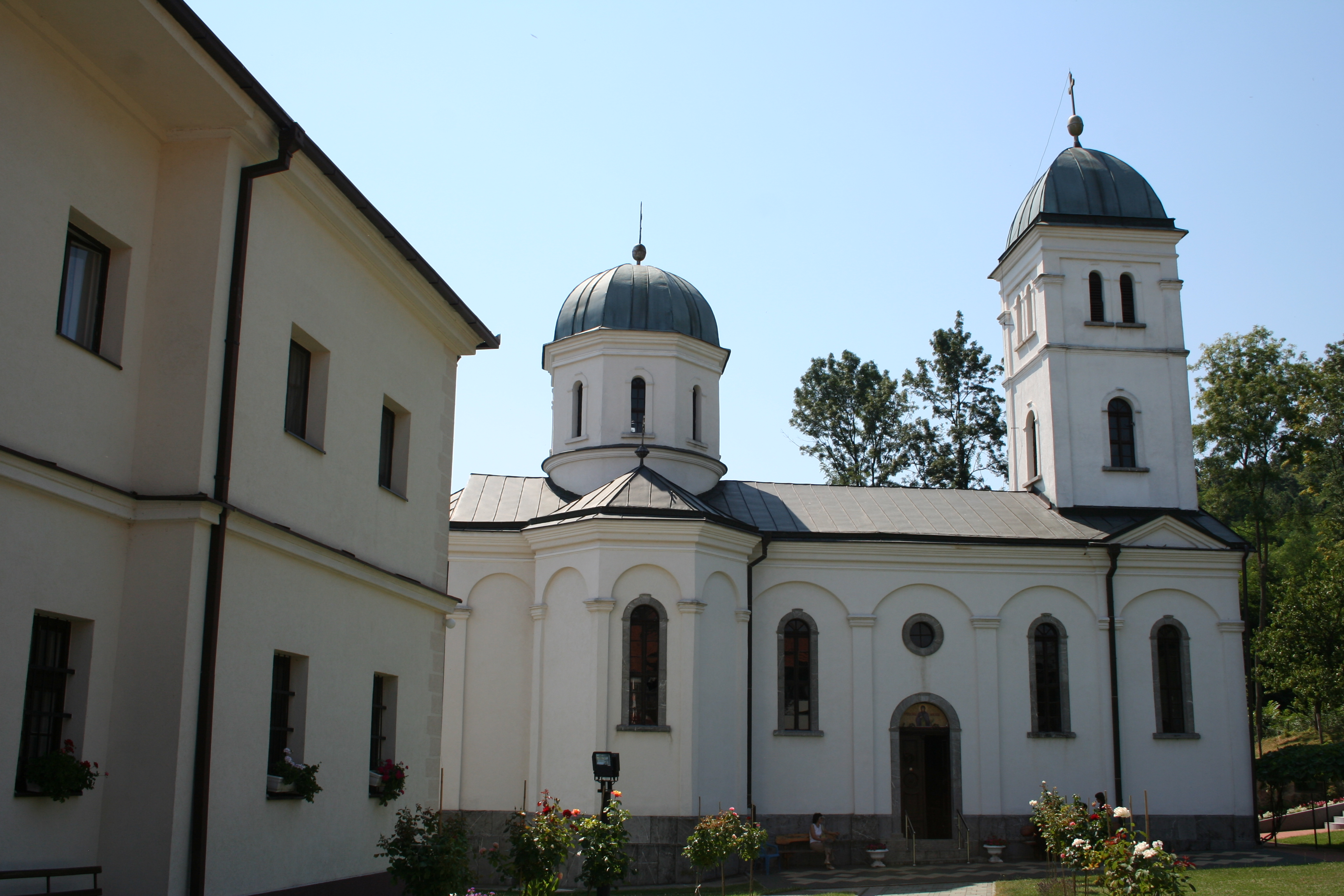
Vue de l'église

L'édifice s'inscrit dans un plan tréflé. La nef est prolongée à l'est par trois absides, celle du chœur et deux chapelles de part et d'autre de l'autel, l'une pour la proscomidie et l'autre pour le diakonikon, toutes deux formant des saillies sur les façades latérales ; à la jonction de ces trois absides, l'église est surmontée d'une coupole octogonale, formant un dôme à l'extérieur. La nef est précédée d'un narthex doté d'une galerie, de moindre dimension que la nef elle-même. La façade occidentale est dominée par un haut clocher.
Les façades, construites en granite, sont enduites de plâtre et blanchies à la chaux. Elles sont rythmées horizontalement par une corniche courant en dessous du toit ; sur les façades nord et sud, les ouvertures allongées et cintrées sont encadrées par des pilastres surmontés d'arcades ; à l'ouest, le portail à pignon est surmonté par un tympan entouré par des guirlandes moulurées.
À l'intérieur, l'église abrite une iconostase richement sculptée et peinte par Nikola Marković de Požarevac.

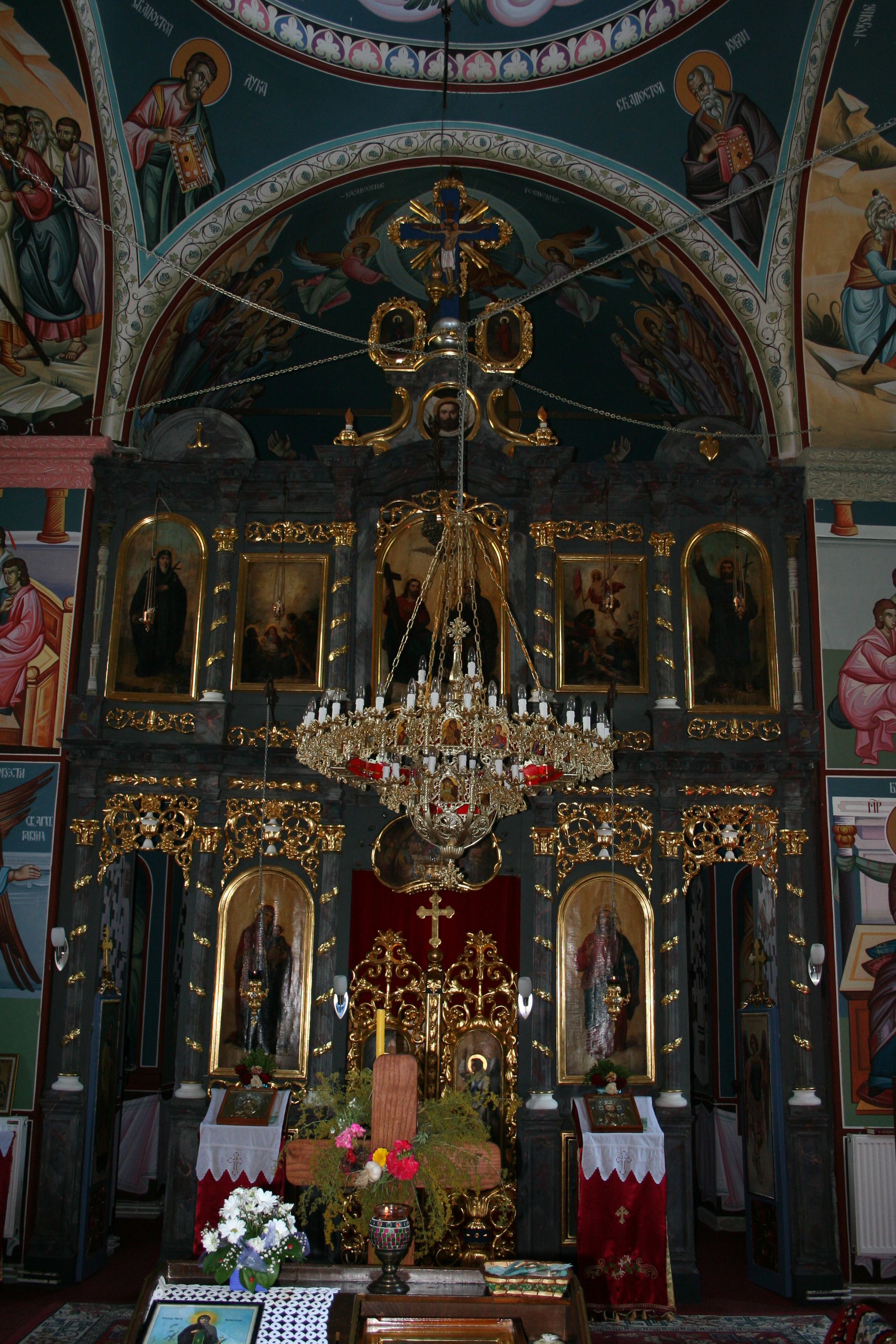
Vue de l'iconostase.
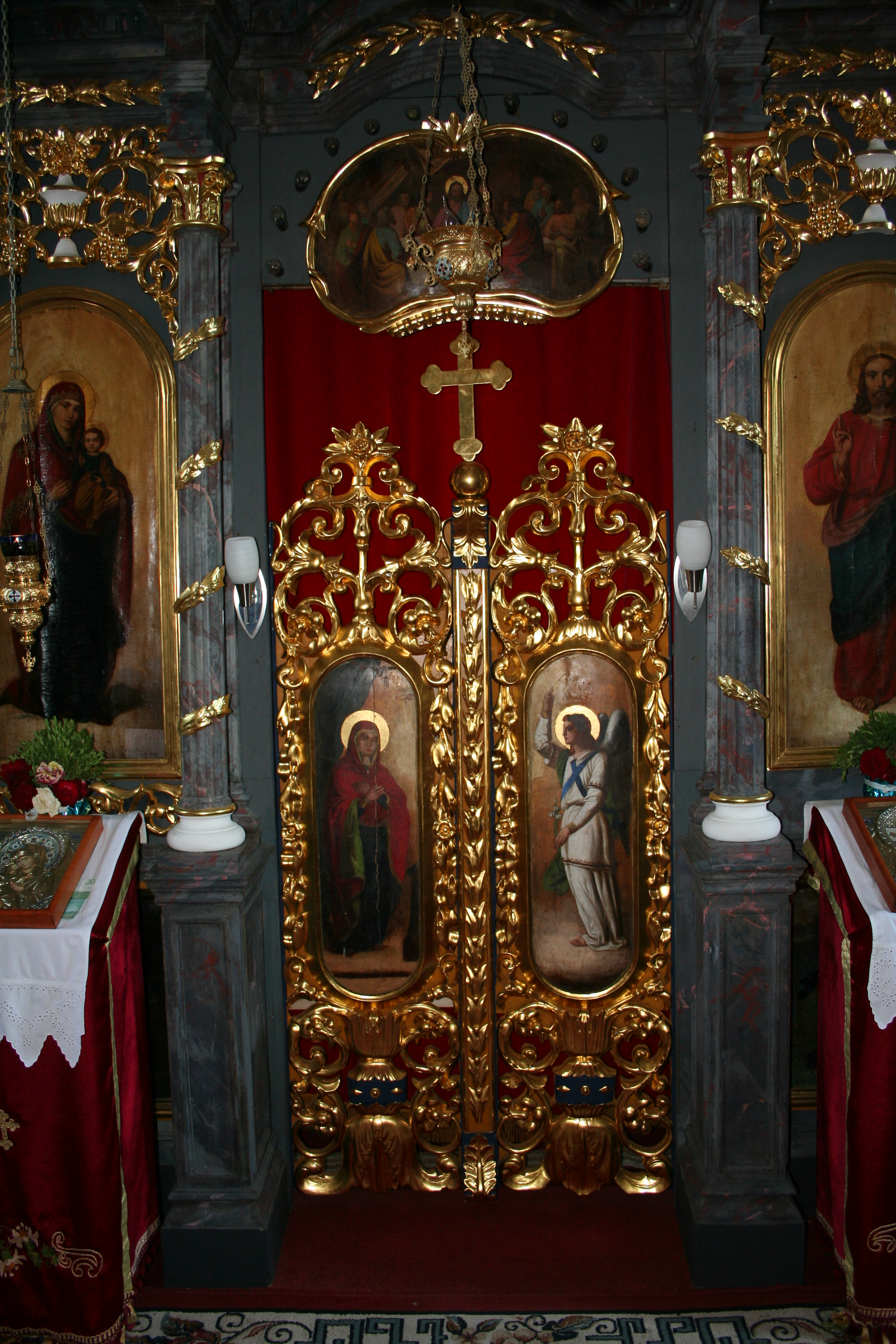
Détail des « portes royales ».
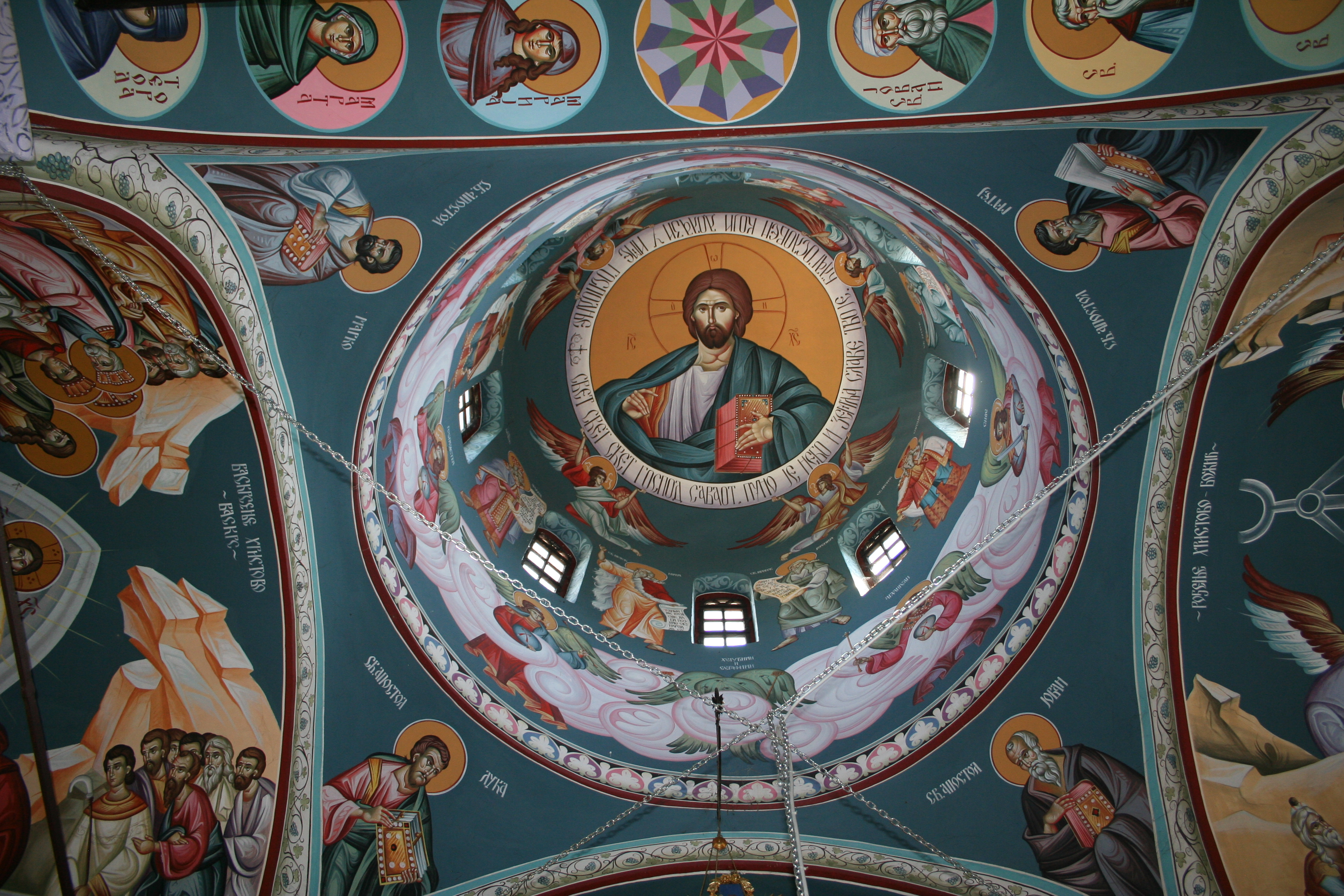
Fresque de la coupole de l'église.
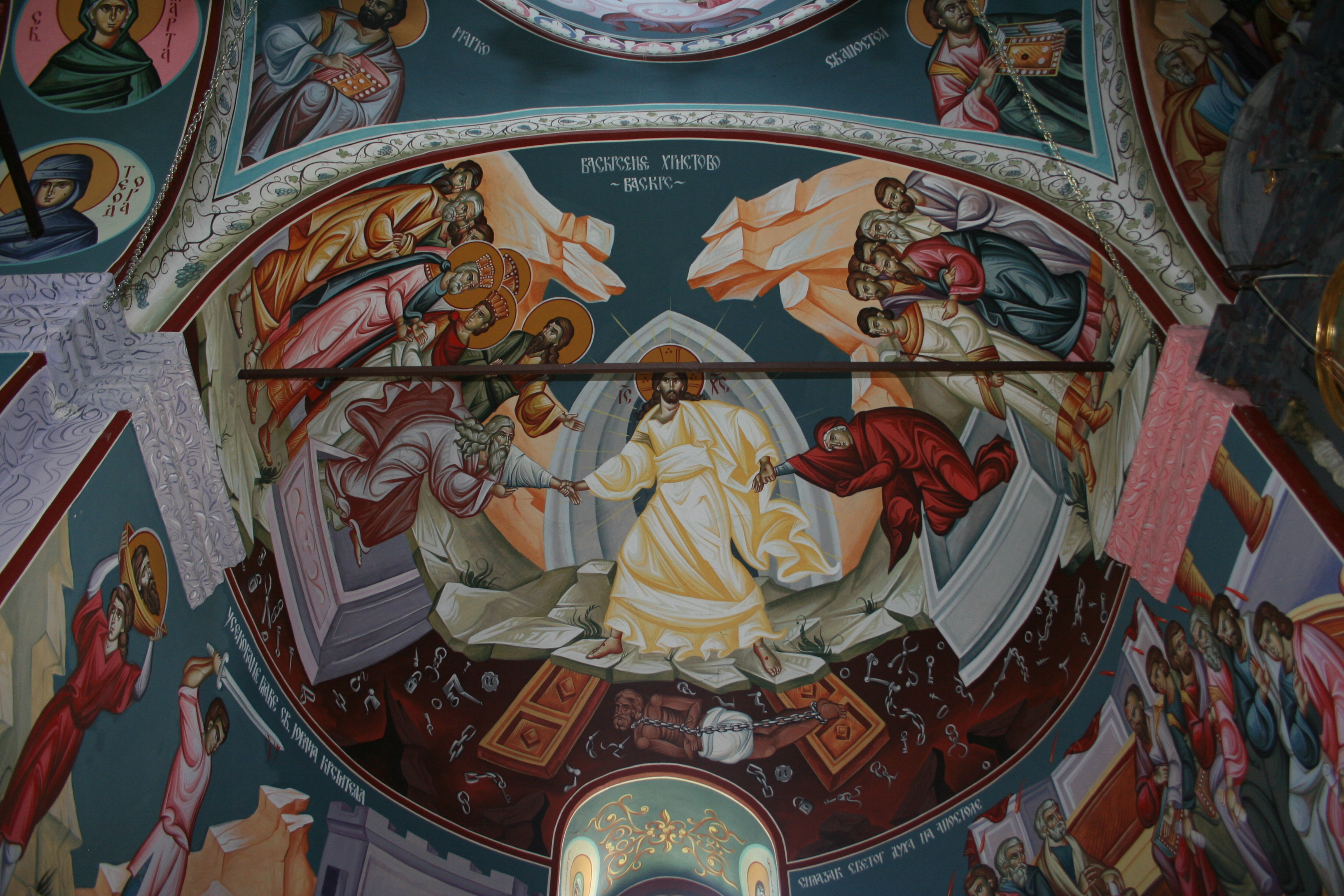
Autre fresque de la coupole.